# Бенавідес (Техас)
Бенавідес (англ. Benavides) — місто (англ. city) в США, в окрузі Дювал штату Техас. Населення — 1183 особи (2020).

## Географія
Бенавідес розташований за координатами 27°35′53″ пн. ш. 98°24′34″ зх. д. / 27.59806° пн. ш. 98.40944° зх. д. (27.598163, -98.409535).  За даними Бюро перепису населення США в 2010 році місто мало площу 4,66 км², уся площа — суходіл.

## Демографія
Згідно з переписом 2010 року, у місті мешкали 1362 особи в 559 домогосподарствах у складі 371 родини. Густота населення становила 292 особи/км².  Було 751 помешкання (161/км²).
Расовий склад населення:
| - 87,9 % — білих - 0,4 % — вихідців з тихоокеанських островів - 0,1 % — корінних американців - 0,1 % — чорних або афроамериканців - 0,1 % — азіатів - 10,1 % — осіб інших рас |

До двох чи більше рас належало 1,4 %. Частка іспаномовних становила 91,4 % від усіх жителів.
За віковим діапазоном населення розподілялося таким чином: 23,5 % — особи молодші 18 років, 55,1 % — особи у віці 18—64 років, 21,4 % — особи у віці 65 років та старші. Медіана віку мешканця становила 44,2 року. На 100 осіб жіночої статі у місті припадало 98,0 чоловіків;  на 100 жінок у віці від 18 років та старших — 97,0 чоловіків також старших 18 років.
Середній дохід на одне домашнє господарство  становив 57 330 доларів США (медіана — 32 038), а середній дохід на одну сім'ю — 69 647 доларів (медіана — 37 768). За межею бідності перебувало 22,3 % осіб, у тому числі 39,7 % дітей у віці до 18 років та 16,7 % осіб у віці 65 років та старших.
Цивільне працевлаштоване населення становило 659 осіб. Основні галузі зайнятості: освіта, охорона здоров'я та соціальна допомога — 26,6 %, сільське господарство, лісництво, риболовля — 20,8 %, публічна адміністрація — 12,1 %, роздрібна торгівля — 5,5 %.